# 安德魯·格里菲斯

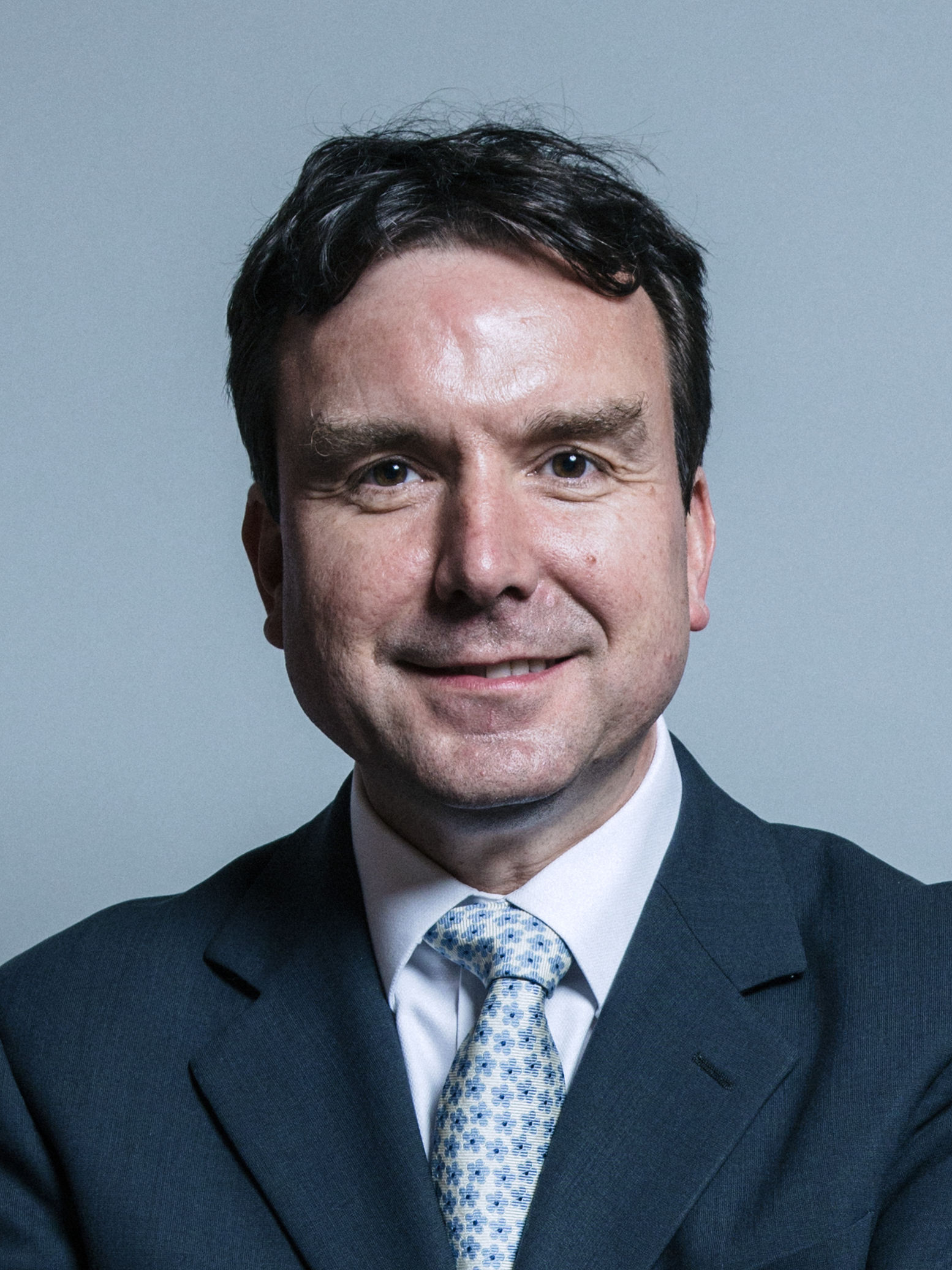
安德魯·格里菲斯官方肖像

安德魯·格里菲斯（英語：Andrew Griffiths，1970年10月19日—）是一位英格蘭政治人物，他的黨籍是保守黨。自2010年開始，他擔任伯頓選區選出的英國下議院議員。他的父親曾是達德利市的市長。